# Aphaniosoma verecundum
Aphaniosoma verecundum är en tvåvingeart som beskrevs av Ebejer 1998. Aphaniosoma verecundum ingår i släktet Aphaniosoma och familjen gulflugor. Inga underarter finns listade i Catalogue of Life.